# Mount Bourgeau
Mount Bourgeau is een berg gesitueerd in het Banff National Park in de Canadese provincie Alberta. De berg werd door James Hector vernoemd naar Eugène Bourgeau, een botanicus met de Palliser Expedition. De berg behoort tot de Massive Range in de Canadian Rockies en heeft een hoogte van 2.931 meter boven zeeniveau.
De berg werd voor het eerst beklommen in 1890 door J.J. McArthur en Tom Wilson.